# جواو باولو بينتو ريبيرو
جواو باولو بينتو ريبيرو (بالبرتغالية: João Paulo Pinto Ribeiro‏) (8 أبريل 1980 في البرتغال - ) هو لاعب كرة قدم برتغالي في مركز الهجوم. شارك مع منتخب البرتغال تحت 17 سنة لكرة القدم ومنتخب البرتغال تحت 18 سنة لكرة القدم ومنتخب البرتغال تحت 20 سنة لكرة القدم ومنتخب البرتغال تحت 21 سنة لكرة القدم. أما مع النوادي، فقد لعب مع أبولون ليماسول وأولمبياكوس نيقوسيا وإشتوريل برايا ورابيد بوخارست ونادي باسوش دي فيريرا ونادي بوافيشتا ونادي بيرا مار ونادي تينيريفي ونادي فارزيم ونادي فيتوريا سيتوبال ونادي ليتشويس ويو دي ليريا ونادي ديبورتيفو داس أيفيس ونادي فاماليساو ونادي تيرسينس ‏ ونادي فييرينسي.

## وصلات خارجية
- جواو باولو بينتو ريبيرو على موقع قاعدة بيانات كرة القدم.إي يو (الإنجليزية)
- جواو باولو بينتو ريبيرو على موقع Soccerway.com (الإنجليزية)
- جواو باولو بينتو ريبيرو على موقع عالم كرة القدم.نت (الإنجليزية)